# Onze-Lieve-Vrouw ten Eikkapel

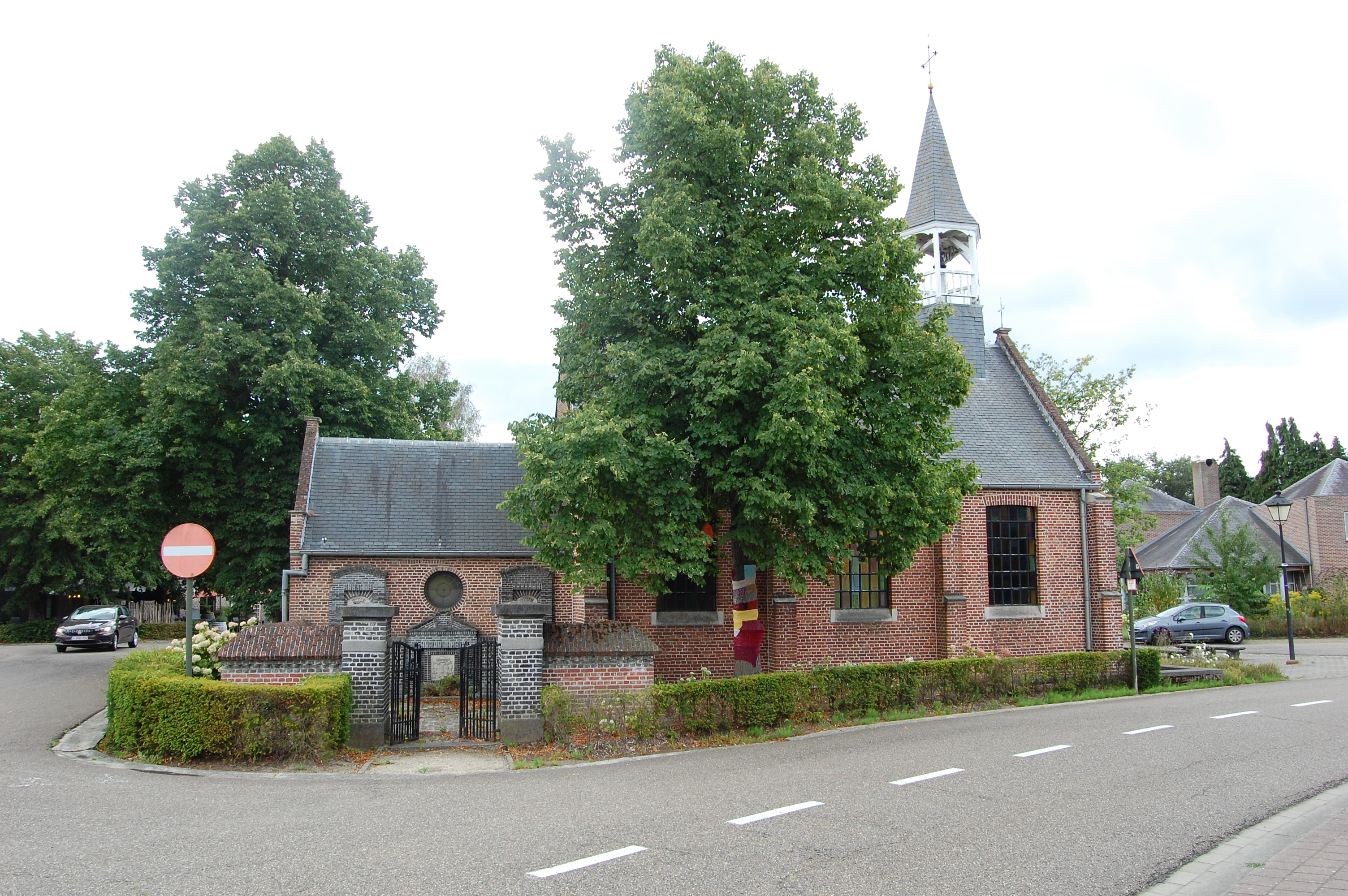
Onze-Lieve-Vrouw ten Eikkapel

De Onze-Lieve-Vrouw ten Eikkapel is een kapel in de tot de Antwerpse gemeente Westerlo behorende plaats Tongerlo, gelegen aan de Geelse straat.

## Geschiedenis
Deze kapel werd opgericht in 1639 door abt Theodoor Verbraecken van de Abdij van Tongerlo uit dankbaarheid na de afloop van een pestepidemie. Dit bouwwerk vormde het koor van de in 1675 met een schip vergrote kapel.
In 1842 en ook in 1977-1978 werden herstelwerkzaamheden uitgevoerd.

## Gebouw
Het betreft een bakstenen gebouw op rechthoekige plattegrond met een smaller en lager koor dat recht afgesloten is. Op het dak bevindt zich een zeskante dakruiter.
De voorgevel is een tuitgevel met vlechtingen en boven de ingang een Mariabeeld.
Ten noorden van de kapel zijn enkele arduinen gedenkstenen met wapenschilden van de overleden leden van de familie de Trannoy. De kapel bevindt zich op een driehoekig pleintje.
Het interieur wordt gedeeltelijk overkluisd door een tongewelf. In de kapel bevindt zich een 17e-eeuws altaar.